# Rue Jean-Daudin
La rue Jean-Daudin est une rue du 15e arrondissement.

## Situation et accès
La rue Jean Daudin est située près de la station de métro Sèvres - Lecourbe.
Elle relie la rue Lecourbe et le boulevard Garibaldi.

## Origine du nom
Cette voie est nommée d'après le nom du propriétaire des terrains sur lesquels elle a été ouverte, Jean-François Daudin, né à Paris en 1805 et décédé à Charenton en 1879.

## Historique
Ouverte en 1875 sous le nom de « passage Daudin », elle devient la « rue Daudin » en 1910 puis « rue Jean-Daudin » un an plus tard.

## Bâtiments remarquables et lieux de mémoire
- Au 17, passage Daudin, se situait l'imprimerie G. Massias et l'atelier des frères affichistes lithographes Alfred et Léon Choubrac (1885-1895).

- Le siège de la Fédération Française du Sport Adapté, la FFSA, se situe au 9, rue Jean-Daudin.